# Arrêt Jacques Vabre
L'arrêt Société des cafés Jacques Vabre est une décision de justice rendue par une chambre mixte de la Cour de cassation française le 24 mai 1975.  
Par cet arrêt, la juridiction suprême de l'ordre judiciaire reconnaît la primauté de l'ordre juridique communautaire, notamment le Traité de Rome, sur les lois nationales antérieures mais aussi sur les lois nationales postérieures (extrait de l'arrêt : « que, dès lors, c'est à bon droit […] que l'article 95 du traité devait être appliqué à l'exclusion de l'article 265 du Code des Douanes, bien que ce dernier texte fut postérieur »). Cet arrêt marque l'abandon de la doctrine Matter, mais il faudra attendre plusieurs années pour que le Conseil d'État finisse par adopter lui aussi cette position (arrêt Nicolo du 20 octobre 1989).
À travers cette décision, la Cour de cassation permet au juge judiciaire d'effectuer lui-même un contrôle de conventionnalité des lois. Cette décision est la conséquence de la décision dite IVG du Conseil constitutionnel qui refuse d'effectuer lui-même ce contrôle. Cette attribution est critiquée par la doctrine.
La Cour de cassation applique ainsi l'arrêt Costa de la Cour de justice des communautés européennes qui oblige les États membres à assurer la primauté de l'ordre juridique créé par la communauté européenne. 

## Les faits
Les entreprises Société des cafés Jacques Vabre et Société J. Weigel déposent un recours contre des droits de douane versés entre 1967 et 1971 dans le cadre de l'importation de café soluble en provenance des Pays-Bas, en vertu de la taxe intérieure de consommation. En faisant valoir que le café en question avait subi une imposition supérieure à celle qui était appliquée aux cafés solubles fabriqués en France à partir de café vert, ce qui était selon eux contraire aux dispositions du traité CEE de 1957, les entreprises demandent la restitution des sommes perçues et des indemnités de compensation.

### Articles liés
- Droit communautaire
- Arrêt Nicolo
- Dualité des ordres de juridiction (France)
- Hiérarchie des normes
- Grands arrêts de la Cour de cassation (France)